# Aluminium
Aluminium är ett metalliskt grundämne med atomnummer 13. Aluminium är en lättmetall. Det är den vanligaste metallen i jordskorpan.

## Framställning av aluminium
Aluminium framställs av bauxit (lerjord), som innehåller mellan 50 % och 60 % aluminiumoxid. Först tas ren aluminiumoxid fram genom en kemisk process. Aluminiumoxiden löses upp och elektrolyseras vid hög värme, så kallad smältelektrolys, i en speciell ugn. Ren, smält aluminium samlas på elektrolysugnens botten, varifrån den tappas. Denna process är oerhört energikrävande.
Bauxit bryts i Ghana, Indonesien, Jamaica,  Ryssland, Surinam och Ungern.
Smältverk finns i Australien, Brasilien, Island, Kanada, Kina, Norge, Ryssland, Sverige (Kubal i Sundsvall), Ungern och USA.
För att framställa ett ton aluminium används runt 10 000 kWh fossila bränslen och inemot 20 000 kWh elkraft. När man framställer aluminium av aluminiumskrot (till exempel av dryckesburkar) behövs endast 5 % av den energi som går åt för tillverkning av aluminium ur bauxit. Därför är det nästan 20 gånger så energibesparande att återvinna metallen istället för att utvinna ny.
Återvinningsprocessen för aluminium är relativt okomplicerad. Olegerad aluminium smälts först, och gjuts sedan. Legerad aluminium genomgår i vissa fall en reningsprocess innan nedsmältning och gjutning.
Avfallsdeponering av aluminium är inte aktuellt, eftersom dess återvinningsprocess är så pass billig.

## Fysiska egenskaper
Aluminium är en mjuk lättmetall som är silvrig till grå i färgen.
Hårdare än tenn, mjukare än zink. Kan valsas tunt (folie, oblat) och dragas till tråd.
Vid gjutning av aluminiumföremål kan kaliumklorid användas som fluss.
Klingar starkt, om man slår på ett aluminiumföremål.
Den är en mycket god ledare för både värme och elektricitet, men är inte ferromagnetisk. Rent aluminium har en sträckgräns på 7–11 MPa medan legeringar har en sträckgräns på 200–600 MPa. Densiteten och elasticitetsmodulen är en tredjedel av ståls. Det är duktilt och kan med fördel bearbetas genom skärande bearbetning, gjutning och strängpressning. Aluminiumatomerna är ordnade i ett ytcentrerat kubiskt gitter (FCC). Rent aluminium har en elektrisk ledningsförmåga som är cirka 60 % av ren koppars ledningsförmåga.
Det är mycket svårt att löda aluminium, men med speciellt lod (handelsnamn (Alu-Sol) är det dock möjligt. Om aluminium pläteras med detta speciella lod är det möjligt att löda med vanligt lödtenn ovanpå pläteringen. Se vidare Lödning.

## Korrosion
Aluminium har ett relativt gott korrosionsmotstånd i neutrala eller svagt sura miljöer beroende på förekomsten av skyddande oxidskikt. Aluminiumet bildar nämligen en cirka 10 nm tjock passiv oxidfilm som skyddar materialet i miljöer med pH mellan 4 och 9. Utanför detta intervall korroderar aluminium fort.
Legeringar uppvisar olika korrosionsmotstånd. Om legeringen innehåller koppar eller järn minskar korrosionsmotståndet. Mangan i legeringen höjer korrosionsmotståndet i sura miljöer, medan magnesium höjer korrosionsmotståndet i måttligt alkaliska miljöer.
Aluminium klarar av att vara i svavelsyra, salpetersyra och ättiksyra tack vare att det antingen bildas en passiv oxidfilm eller acetater, som isolerar aluminiumet från oxidationsmedlet.
Löser sig under utveckling av vätgas i saltsyra och basiska vätskor.
Kan legeras med koppar (aluminiumbrons) och tenn, men inte med bly.
Vid kontakt med andra metaller kan korrosion uppstå, om miljön är fuktig eller om den skyddande oxidytan nötts bort på grund av friktion. Detta gäller till exempel vid kontakt med koppar och järn. Vattenlösningar som innehåller kvicksilversalter upphäver passiviseringen, enär det bildas metalliskt kvicksilver, som i sin tur bildar aluminiumamalgam. Detta leder till en reaktion med vattnet under vätgasbildning. Efter det att allt vatten har reducerats reagerar aluminiummetallen med syrgas ur luften.
Aluminiumets passiva pH-område kan vidgas något genom anodisering, varvid porer skapas. Porernas yta består av Böhmit, som är en hård form av aluminiumoxid. Porerna fylls med olika förseglingsämnen, såsom nickelacetater, som vidgar det passiva pH-området något. Anodiseringen minskar med andra ord pH-känsligheten samtidigt som det ökar nötningsmotståndet. Aluminium kan även lackeras eller beläggas med en nanobeläggning som exempelvis en silan- och/eller silikatbeläggning.

## Användningsområden
- Burkar för dryckesvaror
- Flygplanskroppar
- Fälgar
- Färgämne i livsmedel, E 173
- Förångare (kylelement)
- Båtar
- Motorer
- Fasad- och takplåt

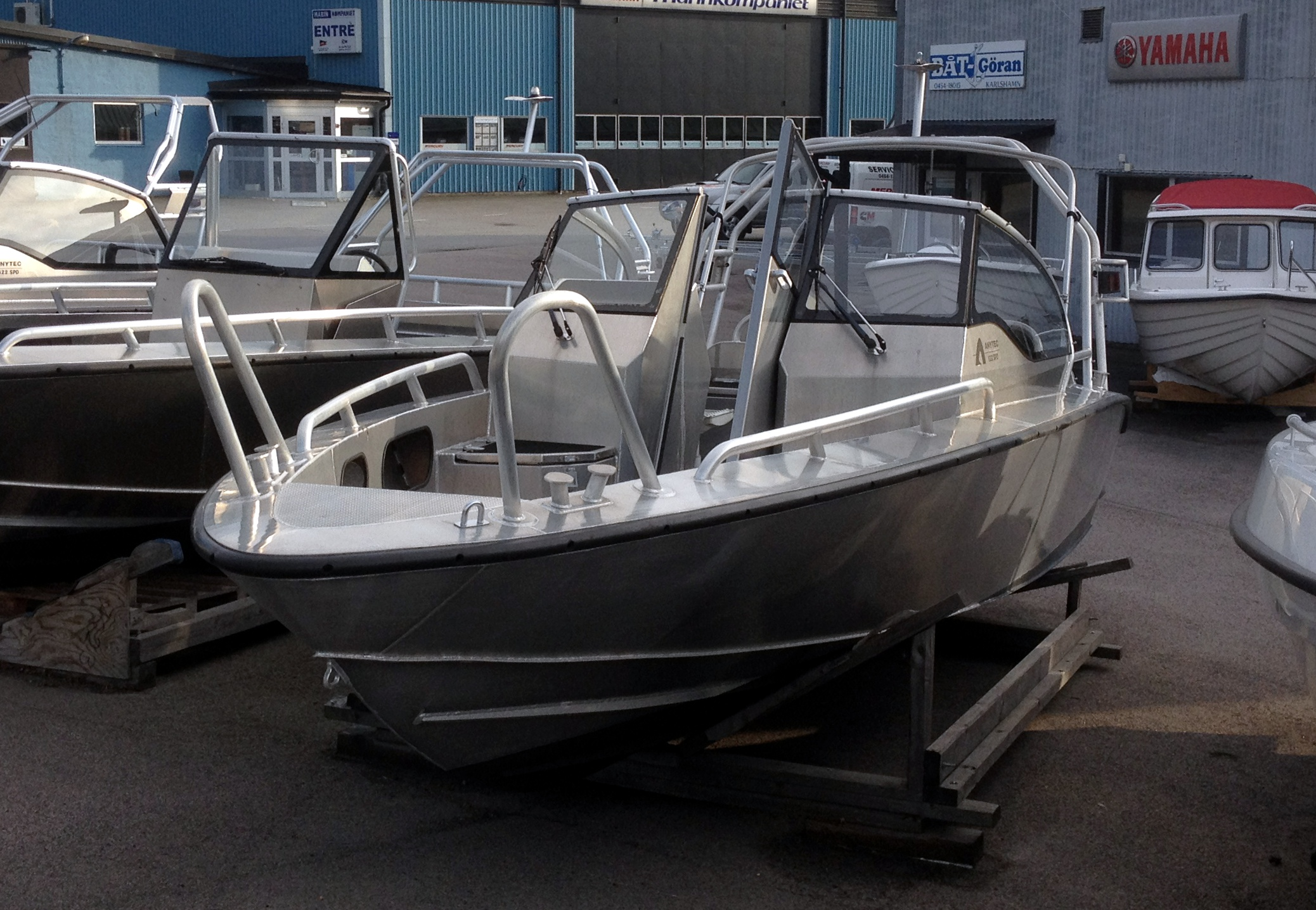
Aluminiumbåt

Äldre aluminiumkastruller.

- Alla sorters konstruktioner och möbler
- Matfolie (oblat)
- Används vid pyrotekniska produkter såsom blixtljuspulver
- Bränsle i booster-raketer till rymdfärjor
- Maskiner
- Ytskikt på tablettkartor

## Historia
1808 undersökte Humphry Davy bergarten alun och kom fram till att den innehöll en okänd metall, som han inte lyckades renframställa. 
1825 blandade Hans Christian Ørsted kaliumamalgam med vattenfri aluminiumklorid och fick fram en oidentifierad metall.
1827 gjorde Friedrich Wöhler om experimentet och kom fram till att det var metalliskt kalium. Han prövade sedan att byta ut kaliumamalgamet mot rent kalium, och fick till slut fram aluminium i form av ett grått pulver. 1845 lyckades han framställa små stycken av metallen och beskriva dess fysikaliska egenskaper.
Eftersom metallen var så svår att renframställa var den dyrare än guld. Napoleon III lär ha haft aluminiumtallrikar till speciellt fina gäster.[källa behövs]
1846 lyckades Henri Sainte-Claire Deville ersätta det dyra kaliumet med billigare natrium. 1854 kunde han framställa de första aluminiumtackorna. Mellan 1854 och 1857 ägnade sig Sainte-Claire Deville åt att förbereda industriell tillverkning av aluminium, vilken också krävde uppbyggnad av industriell natriumtillverkning.
I Sainte-Claire Devilles process upphettas först bauxit tillsammans med kol, natriumklorid och torr klorgas. Processen utförs i en retort av järn i förbindelse med en kammare klädd med fajansplattor. I kammaren avsätts en gulvit massa av dubbelsaltet aluminiumnatriumklorid, förorenad med järnklorid. Sedan blandas 12 delar av massan med 2 delar natrium och 5 delar kryolit. Därpå kastas blandningen in i en upphettad flamugn, varvid massan hastigt smälter. Därvid bildas ett slagg av natriumklorid och natriumfluorid medan smält aluminium rinner utför ett sluttande golv i ugnen, där det tas upp med järnskopor och gjuts till tackor av aluminium.
År 1850 kostade aluminium, framställd med Wöhlers process, mer än 1 000 franc per kilogram. Efter 1859 hade den nya processen fått priset att sjunka till 300 franc per kg och priset fortsatte sjunka ned till drygt 100 franc 1883.
År 1883 fanns industriell tillverkning av aluminium fortfarande endast i Salindres, Frankrike och den samlade årsproduktionen var 3–4 ton.
1884 var världens största aluminiumstycke Washingtonmonumentets 2,85 kg tunga spets som kostade lika mycket som 100 dagars lön för en arbetare.  Innan detta monument hunnit invigas hade priset kollapsat.
Elektrolysprocess
År 1854 framställde Bunsen aluminium genom elektrolys av aluminiumnatriumklorid. År 1855 framställde H. Rose Aluminium genom att elektrolysera en blandning av kryolit och natriumklorid.
1886 uppfann Charles Martin Hall i USA och Paul Héroult i Frankrike oberoende av varandra den nuvarande metoden för aluminiumframställning, den så kallade Hall–Héroult-processen.[källa behövs]